# William Molloy (politician)
William Molloy, Baron Molloy (n. 26 octombrie 1918 – d. 26 mai 2001) a fost un om politic britanic, membru al Parlamentului European în perioada 1973-1979 din partea Regatului Unit. 
1. 1 2  William John Molloy, Baron Molloy, The Peerage, accesat în 9 octombrie 2017
2. 1 2  The Peerage
3. 1 2 3   http://www.assembly.coe.int/nw/xml/AssemblyList/MP-Details-EN.asp?MemberID=1436 Lipsește sau este vid: |title= (ajutor)
4. 1 2 3 4 5  Hansard 1803–2005